# Сарыарслан, Талха
Талха Сарыарслан (тур. Talha Sarıarslan; род. 18 сентября 2004) — турецкий футболист, нападающий клуба «Кайсериспор».

## Клубная карьера
Сараэарслан — воспитанник клуба «Кайсериспор». 4 ноября 2020 года в поединке Кубка Турции против «Йормаспора» Талха дебютировал за основной состав. 28 декабря 2022 года в матче против «Аланьяспора» он дебютировал в турецкой Суперлиге. 18 января 2024 года в поединке кубка страны против «Генчлербирлиги» Талха забил свой первый гол за «Кайсериспор». 